# Corrado Lorefice
Corrado Lorefice (ur. 12 października 1962 w Ispica) – włoski duchowny katolicki, arcybiskup Palermo od 2015.

## Życiorys
Święcenia kapłańskie otrzymał 30 grudnia 1987 i został inkardynowany do diecezji Noto. Po święceniach został ekonomem w diecezjalnym seminarium, a w 1989 został jego wicerektorem. W latach 2008–2010 kierował kurialnym wydziałem katechetycznym, a w kolejnych latach był wikariuszem biskupim ds. duchowieństwa (2010–2014) i ds. duszpasterskich (2014–2015).
27 października 2015 papież Franciszek mianował go ordynariuszem archidiecezji Palermo. Sakry biskupiej udzielił mu 5 grudnia 2015 kardynał Paolo Romeo.